# Welcome to the Club (Kick Axe)
Welcome to the Club è il secondo album in studio dei Kick Axe, uscito nel 1985 per l'Etichetta discografica Epic/Pasha Records.

## Tracce
1. Welcome to the Club (Kick Axe) 4:49
2. Feels Good, Don't Stop (Bishop, Kick Axe) 3:21
3. Comin' After You (Bishop, Kick Axe) 4:59
4. Make Your Move (Bishop, Kick Axe) 3:52
5. Never Let Go (Kick Axe) 5:18
6. Hellraisers (Kick Axe) 4:20
7. Can't Take It with You (Bishop, Kick Axe) 3:42
8. Too Loud... Too Old (Kick Axe) 2:52
9. Feel the Power (Bishop, Kick Axe) 3:49
10. With a Little Help from My Friends (Lennon, McCartney) 4:34 (Beatles Cover)

## Formazione
- George Criston - voce
- Raymond Arthur Harvey - chitarra, voce
- Larry Gillstrom - chitarra, voce
- Victor Langen - basso, voce
- Vice Brian Gillstrom - batteria, voce

### Altri musicisti
- Randy Bishop - percussioni e tastiere
- Spencer Proffer - percussioni e tastiere
- Rik Emmett - voce nella traccia 10
- Alfie Zappacosta - voce nella traccia 10
- Lee Aaron - voce nella traccia 10
- John Albani - voce nella traccia 10
- Andy Curran - voce nella traccia 10
- Sharon Alton - voce nella traccia 10
- Cindy Valentine - voce nella traccia 10
- Brian Allen - voce nella traccia 10
- Ava Cherry - voce nella traccia 10
- Paris - voce nella traccia 10
- Bob Segarini - voce nella traccia 10
- Cameron Hawkins - voce nella traccia 10